# Erika Bourguignon
Erika Bourguignon, auch Erika Eichhorn Bourguignon (* 18. Februar 1924 in Wien, Österreich; † 15. Februar 2015 in Columbus, Ohio), war eine österreichisch-amerikanische Anthropologin, die für ihre Beiträge auf den Gebieten der psychologischen, religiösen und der feministischen Anthropologie bekannt ist. Ihre Forschung beschäftigte sich unter anderem mit Trance, Besessenheit und veränderten Bewusstseinszuständen.

## Leben
Erika Bourguignon kam 1924 in Wien als Tochter von Leopold und Charlotte (geborene Rosenbaum) Eichhorn zur Welt. Aufgrund des Anschlusses Österreichs an das nationalsozialistische Deutsche Reich floh die jüdische Familie 1938 über die Schweiz nach New York, wo sie das Queens College besuchte. Nach ihrem Bachelorabschluss studierte sie weiter an der Northwestern University und führte Feldforschung bei den Chippewa und in Haiti durch. In Haiti lernte sie den belgischen Künstler Paul-Henri Bourguignon kennen und die beiden heirateten am 29. September 1950. Im Jahr 1951 erlangte Bourguignon ihren Doktorgrad.
Nach ihrer akademischen Zurruhesetzung im Jahr 1990 schrieb Bourguignon weiterhin zu anthropologischen und erinnerungskulturellen Themen, lehrte weiter und kümmerte sich um die Kunstwerke ihres 2008 verstorbenen Mannes. Im Jahr 2015 starb Bourguignon mit 90 Jahren.

## Werk
Bourguignon unterrichtete mehr als 40 Jahre lang als Professorin für Anthropologie an der Ohio State University. Dort war sie ein Gründungsmitglied des Anthropologieinstitutes, des Council on Academic Excellence for Women und unterrichtete als Erste die Anthropologie der Frauen. Zusammen mit ihrem Ehemann Paul-Henri Bourguignon gestaltete Erika Bourguignon in den 1950ern eine Radiosendung zum Thema Weltmusik und begründete das Women in Development-Seminar mit. Im Jahr 1971 war sie die erste weibliche Vorsitzende eines Instituts im College of Social and Behavioral Sciences der Ohio State University. Bourguignon war Professorin emerita der Anthropologie an der Ohio State University. Von 1971 bis 1976 war sie Lehrstuhlinhaberin des Anthropologieinstituts der Ohio State Universität.
Erika Bourguignon veröffentlichte in ihrer wissenschaftlichen Karriere sieben Bücher und mehr als 80 Fachartikel. Diese beschäftigen sich vor allem mit psychologischer und religiöser Anthropologie sowie der Anthropologie von Frauen. Ihr Werk untersucht Phänomene wie Besessenheit, veränderte Bewusstseinszustände, Religion, psychologische Anthropologie und Schamanismus. Ihr Fokus lag dabei auf Trancezuständen und dissoziativen und außerkörperlichen Erfahrungen.
Der Einfluss der Bourguignons an der Ohio State Universität ist unter anderem an der seit 2004 stattfindenden Paul H. and Erika Bourguignon Lecture in Art and Anthropology erkennbar. Im Jahr 2009 fand dort zudem ein Symposium zu Ehren von Erika Bourguignon statt.

## Publikationen (Auswahl)
- Religion Altered States of Consciousness and Social Change. Ohio State Univ. Press, Ohio 1973. ISBN 978-0-8142-0167-1.
- Diversity and Homogeneity in World Societies. Human Relations Area Files, New Haven 1973. ISBN 978-0-87536-330-1.
- Trance Dance. Johnson Reprint Corp, New York 1973. ISBN 978-0-384-05308-3.
- Possession. Chandler & Sharp Publishers, Novato 1976. ISBN 978-0-88133-600-9.
- Psychological anthropology: An introduction to human nature and cultural differences. Holt, Rinehart and Winston, New York 1979. ISBN 978-0-03-034921-8.
- A World of Women. Anthropological Studies of Women in the Societies of the World. Praeger, Westport 1980. ISBN 978-0-275-90456-2.

## Auszeichnungen
- Ohio State’s Alumni Distinguished Scholar Award (1986)
- The Society for Psychological Anthropology’s first Lifetime Achievement Award (1999)
- Ehrendoktorat vom Queens College (2000)[6]